# 韋爾 (堪薩斯州)
韋爾（英語：Weir）是一個位於美國堪薩斯州切羅基縣的城市。

## 地方資料
根據2010年美國人口普查的數據，韋爾的面積為2.95平方千米，當中陸地面積為2.95平方千米，而水域面積為0.00平方千米。當地共有人口686人，而人口密度為每平方千米232.54人。